# Auguste Gardanne
Pour les articles homonymes, voir Gardanne.
Auguste Gardanne, né vers 1840 et mort vers 1890, né à Ancône, est un peintre.

## Biographie
Auguste Gardanne naît vers 1840, à Ancône de parents français. Il est élève de Cogniet et d'Yvon. Il expose des sujets militaires au Salon de Paris de 1864 à 1879.
Il meurt vers 1890.

## Œuvres
- Soldats en tirailleurs[2].
- Épisode de la guerre de Crimée[2].
- Avant-garde de chasseurs à cheval[2].
- Garde de Paris à cheval, aquarelle[2].
- La halte[2].
- Le billet de logement[2].
- Cavalier en vedette[2].
- Troupes en marche[2].
- Cuirassier, aquarelle[2].
- Dragon, aquarelle[2].
- Passage d'un gué[2].
- Vue de Gibraltar, Huile sur panneau[1]
- Portrait de M. Delorme, Compiègne, Musée Antoine-Vivenel[3].
- Opérations militaires, Pontoise[3].
- Fantassin de marine, Rochefort[3].